# Kyyvesi (SPA)
Kyyvesi (SPA) este o arie protejată (arie de protecție specială avifaunistică — SPA) din Finlanda întinsă pe o suprafață de 7.212 ha, integral pe uscat.

## Localizare
Centrul sitului Kyyvesi (SPA) este situat la coordonatele 61°58′39″N 27°05′13″E / 61.9775°N 27.0869°E.

## Înființare
Situl Kyyvesi (SPA) a fost declarat arie de protecție specială avifaunistică în august 1998 pentru a proteja 25 de specii de animale.

## Biodiversitate
Situată în ecoregiunea boreală, aria protejată nu include niciun habitat protejat.
La baza desemnării sitului se află mai multe specii protejate de  păsări (25): rață sulițar (Anas acuta), cocoșul de mesteacăn (Bonasa bonasia), Cygnus columbianus bewickii, lebădă de iarnă (Cygnus cygnus), ciocănitoare neagră (Dryocopus martius), șoimul rândunelelor (Falco subbuteo), muscar (Ficedula parva), cufundar polar (Gavia arctica), cufundar mic (Gavia stellata), cocor (Grus grus), Hydrocoloeus minutus, sfrâncioc roșiatic (Lanius collurio), Larus fuscus fuscus, pescăruș râzător (Larus ridibundus), Lyrurus tetrix tetrix, Mergellus albellus, gaia neagră (Milvus migrans), viespar (Pernis apivorus), ciocănitoare de munte (Picoides tridactylus), corcodel-cu-gât-roșu (Podiceps grisegena), chiră de baltă (Sterna hirundo), Sterna paradisaea, huhurezul mic (Strix uralensis),  cocoș de munte (Tetrao urogallus), fluierar de mlaștină (Tringa glareola).
Pe lângă speciile protejate, pe teritoriul sitului au mai fost identificate 1 specie de păsări, 1 specie de mamifere, 2 specii de pești.